# ランキン渦
ランキン渦またはランキンの結合渦（英: Rankine's combined vortex）とは、渦度分布の一様な中核部分と、その外側の渦なしの部分からなる渦である。日常的に水面などに見られる渦を流体力学で考察する際に、単純化された近似モデルとして使われる。

## 概要
ランキン渦が考察の対象とするのは、自由表面を持つ水が鉛直軸の周りに回転している状況である。水面には大気圧 {\displaystyle p_{\infty }} がかかっているとする。
また、次の仮定を行う：
- 流体は完全流体である。
- 流速は高さ {\displaystyle z} 方向の成分を持たず、また {\displaystyle z} に依存しない。すなわち2次元流れである。
- 外力（ここでは重力）はポテンシャルを持つ保存力である。

これを、半径 {\displaystyle a} の円内に渦度 {\displaystyle \omega } が一様に分布し、円外は渦なしであるものと考えると、渦の中心から半径 {\displaystyle r} の位置の速度 {\displaystyle v} は円周方向成分のみを持ち、
{\displaystyle v(r)={\begin{cases}{\dfrac {\omega }{2}}r,&\quad (r<a),\\{\dfrac {\omega }{2}}{\dfrac {a^{2}}{r}},&\quad (r>a)\end{cases}}}
となる。一方、圧力 {\displaystyle p} は、高さを {\displaystyle z} で表すと次のように表される：
{\displaystyle p(r,z)={\begin{cases}{\dfrac {\rho }{8}}\omega ^{2}r^{2}-\rho gz,&\quad (r<a),\\{\dfrac {\rho }{8}}\omega ^{2}a^{2}\left(2-{\dfrac {a^{2}}{r^{2}}}\right)-\rho gz,&\quad (r>a)\\\end{cases}}}
ここで {\displaystyle \rho } は流体の密度、 {\displaystyle g} は重力加速度である。 
無限遠での水面の高さを {\displaystyle z=0} とすると、自由表面の圧力 {\displaystyle p_{\infty }} は {\displaystyle z=0,r\rightarrow \infty } での圧力に等しいから
{\displaystyle p_{\infty }={\frac {\rho }{4}}\omega ^{2}a^{2}}
が成り立ち、これを用いて上式を書き換えれば、
{\displaystyle p(r,z)={\begin{cases}{\dfrac {p_{\infty }}{2}}{\dfrac {r^{2}}{a^{2}}}-\rho gz,&\quad (r<a),\\{\dfrac {p_{\infty }}{2}}\left(2-{\dfrac {a^{2}}{r^{2}}}\right)-\rho gz,&\quad (r>a),\\\end{cases}}}
と表される。
水面の形は、上式で {\displaystyle p=p_{\infty }} となる高さ {\displaystyle z} であるから、
{\displaystyle z|_{p=p_{\infty }}(r)={\begin{cases}-{\dfrac {p_{\infty }}{\rho g}}\left(1-{\dfrac {r^{2}}{2a^{2}}}\right),&\quad (r<a),\\-{\dfrac {p_{\infty }}{\rho g}}{\dfrac {a^{2}}{2r^{2}}},&\quad (r>a)\end{cases}}}
と得られる。したがって水面は、渦の中では回転放物面の形を持ち、渦の外では {\displaystyle r^{2}} に反比例するようなくぼみとなる。くぼみの最深点は
{\displaystyle z|_{p=p_{\infty },r=0}=-{\frac {p_{\infty }}{\rho g}}=-{\frac {\omega ^{2}a^{2}}{4g}}}
で与えられ、渦度 {\displaystyle \omega } と渦の半径 {\displaystyle a} の積（＝渦の周辺での流速）の2乗に比例する。